# 石牌镇 (龙山县)
石牌镇，是中华人民共和国湖南省湘西土家族苗族自治州龙山县下辖的一个乡镇级行政单位。

## 行政区划
石牌镇下辖以下地区：
石牌洞社区、红桥村、玉河村、桃源村、上母村、桂英村、卧龙村、城堡村、竹坪村、中池村和桃兴村。